# Lew Brown
Lew Brown, geborener Louis Brownstein, russisch Луис Браунштейн (* 28. Novemberjul. / 10. Dezember 1893greg. in Odessa, Russland; † 5. Februar 1958 in New York City, Vereinigte Staaten) war ein russisch-amerikanischer Songwriter und Songtexter. Er bildete in den 1920er Jahren mit Ray Henderson und Buddy DeSylva das erfolgreiche Songwritertrio Henderson-DeSylva-Brown.

## Leben
Lew Brown wurde am 10. Dezember 1893 als Louis Brownstein in Odessa, Russland geboren. 1898 wanderte seine Familie in die USA aus, wo er fortan lebte und aufwuchs. Er besuchte die Schule in New York im Stadtteil Bronx. Bereits als Teenager begann er Songtexte zu schreiben. Mit seinem ersten Partner Albert von Tilzer landete er 1912 seinen ersten Hit mit dem Lied „I’m The Lonesomest Gal In Town“. In den nächsten Jahren folgten weitere Hits des Duos wie „If You Were The Only Girl“ oder „Oh! By Jingo!“, „Give Me the Moonlight, Give Me the Girl“.
1922 begann er mit dem Komponisten Ray Henderson zusammenzuarbeiten. Auch aus dieser Zusammenarbeit entstanden schnell Hits wie „Georgette“. Nachdem 1925 Buddy DeSylva dazustieß, entstand mit Henderson-DeSylva-Brown eine der einfluss- und erfolgreichsten Songwritergruppen in der Tin Pan Alley in New York. DeSylva und Brown schrieben Songtexte und Henderson komponierte die Musik. Das Trio schrieb erfolgreiche Songs für zahlreiche Broadway-Musicals, wie „The Birth of Blues“, „Black Bottom“ oder „Lucky Day“. Ab 1928 produzierten sie eine Reihe eigener erfolgreicher Broadwaymusicals wie „Good News“, „Hold Everything!“, „Follow Thru“ und „Flying High“. Hier entstanden zahlreiche Hits wie „The Best Things in Life Are Free“, „Lucky in Love“ oder „You’re the Cream in My Coffee“. Ab 1929 begann das Trio für die Fox Studios Filmmusik zu machen, unter anderem für „The Singing Fool“ Hierbei entstanden ebenfalls zahlreiche Hits. Nachdem DeSylva 1931 das Trio verließ, machten Brown und Henderson zunächst alleine weiter.
In der weiteren Zeit arbeitete Brown mit zahlreichen Komponisten zusammen, unter anderem mit Con Conrad, Moe Jaffe, Sidney Clare, Harry Warren, Cliff Friend, Harry Akst, Jay Gorney, Louis Alter oder Harold Arlen. 1937 schrieb er mit Sammy Fain das Lied „That Old Feeling“, ein Klassiker der US-amerikanischen Popmusik. Auch verfasste er den amerikanischen Text zur Beer Barrel Polka.
1956 entstand mit dem Hollywoodfilm Fanfaren der Freude (The Best Things in Life Are Free) eine filmische Biografie des Trios Henderson-DeSylva-Brown.
Browns Song Don't Sit Under the Apple Tree (With Anyone Else But Me), den er mit Sam H. Stept und Charlie Tobias schrieb, wurde 2015 in die Grammy Hall of Fame aufgenommen.